# Alexandr Ljapunov
Alexandr Michajlovič Ljapunov (rusky Александр Михайлович Ляпунов; 6. června 1857, Jaroslavl – 3. listopadu 1918, Oděsa) byl ruský matematik a fyzik.

## Život
Studoval na Petrohradské univerzitě, kde k jeho učitelům patřil například Pafnutij Lvovič Čebyšev. Absolvoval v roce 1880 a stejného roku obdržel zlatou medaili za práci o hydrostatice. V roce 1895 se stal soukromým docentem a vedoucím katedry mechaniky na Charkovské univerzitě, v roce 1902 se vrátil na Petrohradskou univerzitu. V roce 1917 se spolu s těžce nemocnou manželkou odstěhovali do Oděsy. Jeho žena však za rok zemřela na tuberkulózu a Ljapunov spáchal v den její smrti sebevraždu. Střelil se do hlavy, zemřel však až o tři dni později.

## Dílo
V matematice se věnoval problému diferenciálních rovnic, teorii stability a teorii pravděpodobnosti. Tzv. Ljapunovova stabilita je pojmenována po něm (jde o stabilitu řešení diferenciálních rovnic vzhledem k perturbaci počáteční podmínky). Ve fyzice řešil zejména podmínky stability rotující kapaliny.